# TMEM251
TMEM251 (англ. Transmembrane protein 251) – білок, який кодується однойменним геном, розташованим у людей на короткому плечі 14-ї хромосоми. Довжина поліпептидного ланцюга білка становить 163 амінокислот, а молекулярна маса — 18 747.
| 10         |  | 20         |  | 30         |  | 40         |  | 50         |
| ---------- |  | ---------- |  | ---------- |  | ---------- |  | ---------- |
| MPKPPDYSEL |  | SDSLTLAVGT |  | GRFSGPLHRA |  | WRMMNFRQRM |  | GWIGVGLYLL |
| ASAAAFYYVF |  | EISETYNRLA |  | LEHIQQHPEE |  | PLEGTTWTHS |  | LKAQLLSLPF |
| WVWTVIFLVP |  | YLQMFLFLYS |  | CTRADPKTVG |  | YCIIPICLAV |  | ICNRHQAFVK |
| ASNQISRLQL |  | IDT        |  |            |  |            |  |            |

A: Аланін

C: Цистеїн

D: Аспарагінова кислота

E: Глутамінова кислота

F: Фенілаланін

G: Гліцин

H: Гістидин

I: Ізолейцин

K: Лізин

L: Лейцин

M: Метіонін

N: Аспарагін

P: Пролін

Q: Глутамін

R: Аргінін

S: Серин

T: Треонін

V: Валін

W: Триптофан

Задіяний у такому біологічному процесі, як альтернативний сплайсинг. 
Локалізований у мембрані.